# جاشوا چپتگی
جاشوا چپتگی (انگلیسی: Joshua Cheptegei؛ زادهٔ ۱۲ سپتامبر ۱۹۹۶) دونده دو استقامت اهل اوگاندا است.
وی در مسابقات کشوری و بین‌المللی در مجموع برندهٔ ۶ مدال طلا و ۱ مدال نقره شده‌است.